# Beata Mikołajczyk
Beata Mikołajczyk (Bydgoszcz, 15 de octubre de 1985) es una deportista polaca que compitió en piragüismo en la modalidad de aguas tranquilas. Está casada con el piragüista Rafał Rosolski.
Participó en tres Juegos Olímpicos de Verano, obteniendo en total tres medallas: plata en Pekín 2008 y bronce en Londres 2012 y Río de Janeiro 2016. En los Juegos Europeos de Bakú 2015 consiguió una medalla de bronce.
Ganó seis medallas en el Campeonato Mundial de Piragüismo entre los años 2009 y 2014, y diecinueve medallas en el Campeonato Europeo de Piragüismo entre los años 2004 y 2017.

## Palmarés internacional
| Juegos Olímpicos   | Juegos Olímpicos            | Juegos Olímpicos  | Juegos Olímpicos |
| Año                | Lugar                       | Medalla           | Competición      |
| ------------------ | --------------------------- | ----------------- | ---------------- |
| 2008               | Pekín (China)               | Medalla de plata  | K2 500 m         |
| 2012               | Londres (Reino Unido)       | Medalla de bronce | K2 500 m         |
| 2016               | Río de Janeiro (Brasil)     | Medalla de bronce | K2 500 m         |
| Campeonato Mundial |                             |                   |                  |
| Año                | Lugar                       | Medalla           | Competición      |
| 2009               | Dartmouth (Canadá)          | Medalla de oro    | K2 1000 m        |
| 2011               | Szeged (Hungría)            | Medalla de bronce | K2 500 m         |
| 2013               | Duisburgo (Alemania)        | Medalla de plata  | K2 200 m         |
| 2013               | Duisburgo (Alemania)        | Medalla de bronce | K2 500 m         |
| 2014               | Moscú (Rusia)               | Medalla de plata  | K4 500 m         |
| 2014               | Moscú (Rusia)               | Medalla de bronce | K2 500 m         |
| Juegos Europeos    |                             |                   |                  |
| Año                | Lugar                       | Medalla           | Competición      |
| 2015               | Bakú (Azerbaiyán)           | Medalla de bronce | K4 500 m         |
| Campeonato Europeo |                             |                   |                  |
| Año                | Lugar                       | Medalla           | Competición      |
| 2004               | Poznań (Polonia)            | Medalla de plata  | K1 1000 m        |
| 2005               | Poznań (Polonia)            | Medalla de oro    | K4 1000 m        |
| 2005               | Poznań (Polonia)            | Medalla de bronce | K4 500 m         |
| 2006               | Račice (República Checa)    | Medalla de plata  | K1 500 m         |
| 2008               | Milán (Italia)              | Medalla de plata  | K4 1000 m        |
| 2010               | Corvera (España)            | Medalla de bronce | K1 1000 m        |
| 2011               | Belgrado (Serbia)           | Medalla de plata  | K2 500 m         |
| 2012               | Zagreb (Croacia)            | Medalla de oro    | K2 1000 m        |
| 2012               | Zagreb (Croacia)            | Medalla de bronce | K2 500 m         |
| 2013               | Montemor-o-Velho (Portugal) | Medalla de oro    | K2 500 m         |
| 2013               | Montemor-o-Velho (Portugal) | Medalla de oro    | K2 1000 m        |
| 2014               | Brandeburgo (Alemania)      | Medalla de plata  | K4 500 m         |
| 2014               | Brandeburgo (Alemania)      | Medalla de plata  | K2 500 m         |
| 2015               | Račice (República Checa)    | Medalla de oro    | K2 500 m         |
| 2015               | Račice (República Checa)    | Medalla de plata  | K2 200 m         |
| 2015               | Račice (República Checa)    | Medalla de plata  | K2 1000 m        |
| 2017               | Plovdiv (Bulgaria)          | Medalla de plata  | K1 1000 m        |
| 2017               | Plovdiv (Bulgaria)          | Medalla de plata  | K4 500 m         |
| 2017               | Plovdiv (Bulgaria)          | Medalla de bronce | K2 500 m         |